# Thüringer HC
El Thüringer HC es un equipo de balonmano femenino alemán.

## Palmarés
- Liga de Alemania de balonmano femenino (7): 2011, 2012, 2013,  2014, 2015, 2016, 2018
- DHB-Pokal (3): 2011, 2013, 2019

## Plantilla 2019-20
|  | Porteras - 12 Marie Davidsen - 16 Ann-Cathrin Giegerich Extremos izquierdos - 7 Jovana Sazdovska - 21 Ina Großmann Extremos derechos - 5 Alexandra Mazzucco - 28 Lýdia Jakubisová Pivotes - 13 Meike Schmelzer - 22 Mia Biltoft - 57 Josefine Huber | Laterales izquierdos - 4 Beate Scheffknecht - 8 Arwen Rühl - 20 Emily Bölk - 25 Mikaela Mässing Centrales - 2 Mariana Ferreira Lopes - 18 Iveta Korešová Laterales derechos - 6 Almudena Rodríguez - 17 Alicia Stolle |